# Marko Stamatović
Marko Stamatović (Kragujevac, 1977) srpski je umetnički fotograf. Osnivač je fotokluba „Apolo” Kragujevac u čijoj se organizaciji od 2011. godine održava „Fotorama Fest”, prvi međunarodni festival umetničke fotografije u Srbiji. Njegove fotografije su objavljivane u mnogim publikacijama i časopisima i autor je preko 30 samostalnih i učesnik više desetina grupnih izložbi u zemlji i inostranstvu.
Član je ULUPUDS-a od 2008. godine, odsek za umetničku fotografiju i dizajn. Osnivač je Muzej bicikala i pop kulture „20 Cola”. Nekadašnji je juniorski i seniorski reprezentativac u karateu, kendou i streličarstvu. Živi i stvara u Kragujevcu.

## Biografija
Rođen je 13. februara 1977. godine u Kragujevcu u četvoročlanoj radničkoj porodici u jednom od najstarijih gradskih naselja tzv. „Lekinoj Bari”. Kao mlađi sin Velibora i Mile Stamatović upisao je osnovnu školu „Đura Jakšić”,  gde završava prva četiri razreda dok starije razrede osnovnog  obrazovanja završava u osnovnoj školi „Milutin i Draginja Todorović”. Već od malih nogu pokazuje interesovanje za fotografiju koju je nasledio od svog oca Velibora, koji se fotografijom bavio iz hobija. To interesovanje je bilo negovano i od strane njegovog starijeg brata Gorana, koji mu je pomagao u nabavci materijala i drugih modela foto aparata.
Već sa devet godina uzima očev fotoaparat Zenit i razvija svoj prvi film. Tu ljubav razvija u osnovnoj školi kao član foto sekcije, koje su tad imale sve uslove za razvijanje i izradu fotografija, gde je i stekao prva ozbiljnija znanja iz ove umetnosti. Kao veliki zaljubljenik raste uz izdanja časopisa National Geographic iz kojih je prikupljao najvrednije informacije i sanjao o tome da jednom i on postane fotograf ovog časopisa. Srednju školu upisao je 1992. godine u tadašnjoj „Drugoj tehničkoj školi”, odsek za Mašinstvo, smer za mašinskog tehničara. Nakon četiri godine srednje škole 1996. godine rešio je da nastavi školovanje i upiše fakultet. Iako je završio mašinski smer kao srednjoškolac, to nije bilo njegovo primarno interesovanje. Od malih nogu je voleo umetnost ali i pored nje, njegova velika ljubav je bila arheologija i prirodne nauke. Pošto nije bilo mogućnosti da upiše bilo koji fakultet van Kragujevca, u kome tada nisu postojale studije iz vizuelnih umetnosti kao ni studije istorije i arheologije, a zbog finansija nije mogao da putuje za Beograd, rešio je da upiše opšte studije Biologije na kragujevačkom Prirodno Matematičkom fakultetu.
Godine 2002. Akademija Primenjenih umetnosti iz Beograda svoje istureno odeljenje u Kragujevcu pretvara u samostalni odsek za primenjenu umetnost, studije za grafički dizajn na Filološko - Umetničkom fakultetu( FILUM). Nakon skoro šest godina studija, napustio je studije Biologije i pokušava da prati svoj stari san i upiše fakultet umetnosti. Pošto nije imao novca da priušti sebi prave pripreme, priprema se kod kuće uz pomoć prijatelja. Na prijemnom ispitu dobija najviše ocene iz zadatka vezanog za dizajn i kao sufinansirajući student upisuje prvu klasu FILUM-a na odseku za Grafički dizajn. Posle dve godine studija, slavi svoj 27. rođendan i dobija poziv za obavezno odsluženje vojnog roka. Kao reprezentativac u sportu, dobija priliku da vojni rok služi u rodnom gradu. Nakon 12 meseci u kasarni u Grošnici, vraća se sa odsluženja vojnog roka i nastavlja svoje studije grafičkog dizajna.
Nakon dve godine 2007. godine venčava se sa svojom dugogodišnjom devojkom Mirjanom Ratković, sada Stamatović, dok sledeće 2008. godine diplomira na odseku za Primenjenu umetnost FILUM-a sa prosekom 9,54. Iste godine počinje da radi kao profesor likovne kulture u osnovnoj školi „Živadinka Divac” u Kragujevcu kao nastavnik na zameni. Po završetku ugovora o zameni ostaje bez posla. U jesen 2009. godine dobija svog sina prvenca Ognjena, a istog dana dobija poziv za posao u školi „Natalija Nana Nedeljković” u kojoj do dana današnjeg radi kao profesor likovne kulture. Godine 2013. dobija i svog drugog sina Iliju.

## Interesovanja
Marko je od malih nogu zaljubljenik u biciklizam i aero maketarstvo. Takmičio se na sajmovima nauke i 1990. godine uzeo je drugo mesto na nivou SFR Jugoslavije na sajmu nauke u Majdanpeku, u kategoriji aero modelarstva i maketarstva zbog čega na kraju osnovnog školovanja dobija i Teslinu diplomu. Kao srednjoškolac postaje veliki zaljubljenik u muziku. Od 1992. godine kreće stopama svog starijeg brata i kreće da radi kao DJ. Uz njegovo tutorstvo, učio je sve o zvuku i tehnologijama vezanim za ovaj zanat i kreće da radi po Kragujevačkim klubovima i diskotekama, a kasnije i po diskotekama po Srbiji. Ovaj posao će se kasnije ispostaviti pored slikanja i fotografisanja kao glavni izvor finansija koje će se uložiti u dalje studije.
Kao student biologije postaje veliki zaljubljenik u entomologiju (nauku o insektima) i kao takav počinje da se bavi izradom insektarijuma sa kojima se takmiči na naučnim skupovima i prodajom istih pokriva troškove studija. Pred početak studija na studijama primenjenih umetnosti kreće da se bavi Aibrush tehnikom, prvenstveno za svoje potrebe, ali posle dolazi i do ozbiljnijih radova. Dobija ponudu da radi na nekim od zadnjih automobilima korištenim za trke Nacionalne klase, a kragujevačka firma Orion daje mu poverenje da svojim umećem oslika nov moped za tadašnji BG Car Show, sajam automobila i motocikala, gde Orionov Spider moped dobija nagradu za najbolji custom motorčić u klasi. Tada dobija šansu i za prvu samostalnu izložbu airbrush radova u Hali 1 Beogradskog Sajma.
Godine 2008. nezadovoljan radom digitalnih fotoaparata, a oduvek veliki zaljubljenik u stare fotografske tehnike kreće da pravi svoje velikoformatne kamere. Pravi nekoliko modela koji su davali jako zadovoljavajuće rezultate koji su privukli veliku pažnju domaće i strane publike. Tada nastaje mali projekat zvani STAMATOGRAFIJA (Stamatography) koji je proizveo izložbu radova koji ja obišla skoro sve kontinente.
Kao veliki ljubitelj igračaka i igara, u sklopu svog studija OMNIPIX Workshop Lab, pokušao je da napravi društvenu igru koju bi igrao sa svojim sinovima. Posle uspeha jedne male probne igre stvara se ideja o novoj stonoj igri koja je ugledala svetlost dana 2017. godine. Eternal Battles of Archimagna je stona igra za šest igrača koja je imala svoju premijeru u okviru festivala pop kulture u Kragujevcu „Krack Fest” u obliku nagradnog turnira gde je prošla svoje vatreno krštenje, a sada se priprema za svoju prvu crowdfunding kampanju.

## Sportska karijera
Kao dečak sa 9 godina starosti, 1986. godine, krenuo je na treninge Shotokan karatea. Kao junior se takmiči sa dosta uspeha na nivou tadašnje SFRJ, a kasnije i SR Jugoslavije i postaje državni prvak u borbama i kata timovima. Posle više godina vežbanja, sa 17 godina dobija prvi poziv u juniorsku karate reprezentaciju federacije Fudokan pod vodstvom dr. Ilije Jorge.  Godine 1998. na  seniorskom klubskom Evropskom prvenstvu uzima jednu zlatnu medalju i jednu srebrnu medalju za svoj klub, kada dobija poziv za seniorsko evropsko prvenstvo na Sardiniji u martu 1999. godine. Pred sam polazak padaju prve bombe i počinje NATO agresija na tadašnju SRJ.
Te 1999. godine počinje da se aktivno bavi japanskom veštinom mačevanja, a 2000. godine i evropskim streličarstvom, stil Compond luk. Posle dve godine vežbanja Kendoa, u Ljigu osvaja seniorsko prvenstvo Savezne Republike Jugoslavije i prenosni Yamaguchi kup i dobija poziv u seniorski tim državne reprezentacije. U proleće 2001. godine osniva svoj sportski klub pod imenom RYUJIN (Rjuđin – japanski Bog gromova – pandam Sv. Iliji) u kome su se praktikovale tri veštine, karate, kendo i streličarstvo koji tokom godina prerasta u sportsko društvo. Sledećih nekoliko godina Yamaguchi kup ostaje u njegovom posedu, dok njegovi učenici počinju da se takmiče u svim veštinama.
Od 2001. godine osvaja četiri državna prvenstva za redom u streličarstvu u kategoriji Instinktivnog streličarstva tzv. Bare Bow. Odmah po povratku sa služenja vojnog roka 2005. godine dobija poziv na izborni turnir za Olimpijski nastup na 23. Letnjoj Univerzijadi u Izmiru , Turska. Tada ulazi u prvi tim koji je otišao na neko olimpijsko takmičenje posle stare SFRJ i postaje deo reprezentacije tadašnje države SCG. Pošto na letnjim Olimpijskim igrama je dozvoljeno takmičenje samo sa Recurve lukovima, za Compound lukove su univerzijade bile legitimno olimpijsko takmičenje. Od 254 takmičara na turniru, on je jedini od svoje ekipe došao do finalnog turnira među 32 streličara sveta na kome nije mogao da dovrši takmičenje zbog defekta na opremi. Sledeće godine, u jesen 2006  postaje i prvak tek uspostavljene Republike Srbije takođe i kategoriji Bare Bow. Tokom godina polaže za zvanja u različitim borilačkim veštinama od kojih nosi majstorska zvanja crni pojas 3. Dan (stepen) u Karateu, 3. Dan (stepen) u Kendo-u i ima zvanje nacionalnog instruktora streličarstva. Takmičarsku karijeru završava 2012. godine posle hirurškog zahvata na srcu. Još uvek se rekreativno bavi svim veštinama dok svoje znanje prenosi na učenike u svom klubu.

## Umetnička karijera
Posle završetka studija kreće aktivno da se kompletno okreće fotografiji. Prvenstveno privržen dokumentarnoj fotografiji, a onda i svim ostalim umetničkim pravcima ove umetnosti, njegove fotografije i priče su počele da privlače pažnju i bivaju objavljivane u mnogim publikacijama i časopisima kao što su Politika, REFOTO, Novi Magazin, Svetlost, CityWalker, Guardian, Independent, Arts Illustrated, Wanderlust, Digital, Digital camera, Danas, Blic , Turistički Svet, National Geographic Srbija kao i Smithsonian Magazine.
Početkom 2009. godine pokušao je da obnovi fotografsku zajednicu Kragujevca koji skoro 20 godina pre toga nije imao ni jedno aktivno fotografsko udruženje ili klub. 6. maja iste godine na Đurđevdan, na dan grada Kragujevca osniva foto klub APOLO i u njegovoj organizaciji 2011. godine prvi međunarodni festival umetničke fotografije u Srbiji, Fotorama Fest, koji za prvih deset godina postojanja uspeo da organizuje predavanja, radionice i izložbe nekih najvećih svetskih imena iz sveta fotografije i vizuelnih i digitalnih umetnosti kao što su Steve McCurry, Lynn Jonson, Erika Larsen, Jerry Uelsmann, Fritz Hoffmann, Ko Yamada, Dennis Dunbar, Natalia Taffarel.
U leto 2013. godine posle priče o „Tragovima hajduka” dobija i svoju prvu naslovnu stranu u časopisu National Geographic i postaje njihov stalni saradnik. Autor je 30 samostalnih izložbi zaključno sa 2020. godinom i učesnik preko stotinu salona i grupnih izložbi u zemlji i inostranstvu. Njegov fotografski rad je nagrađivan i u zemlji i inostranstvu a neke od najvažnijih nagrada su nagrada ta najbolju fotografiju Windows 7 sistema, kompanije Microsoft, druga nagrada na prestižnom svetskom foto konkursu „Lovers of the Light”  kao i nagrada Ujedinjenih nacija i Alijanse Civilizacija za najbolju fotografiju godine za 2011. godinu.
Početkom 2014. godine osnovao je svoj studio i digitalnu radionicu u kojoj drži obuku za mlade vizuelne umetnike i fotografe pod imenom OMNIPIX WORKSHOP LAB. U jesen iste godine, uz pomoć svog učenika, a sada i asistenta Lazara Stanojevića kreće da radi na svom novom fotografskom projektu vezanom za istraživanje o staroslovenskoj mitologiji na prostorima Srbije i Evrope. Po završetku ovog projekta i publikovanju prvih radova, veliki broj stranih portala je objavio fotografije iz ovog projekta na svojim zvaničnim stranicama, a 2017. godine dobija nagradu „Best edit” za najbolju lokalnu priču „Slovenska mitologija” od svih 40 internacionalnih izdanja National Geographic časopisa za jul mesec te godine. Godine 2019. izdao je i svoju prvu knjigu „Slovenski Krug” za koju u oktobru mesecu dobija nagradu ULUPUDS-a za najbolju fotomonografiju u 2019. godini na 64. Sajmu knjiga u  Beogradu.
Sredinom 2019. sticajem interesantnih okolnosti i sasvim slučajno počinje da radi na novom projektu, eksperimentalnoj izložbi „20 Cola - Ljubav do bola”  koja je kao deo jednog istraživačkog projekta trebala da prikaže nivo povezanosti mladih ljudi sa svojim prvim biciklima. Rezultati ove izložbe i ovog projekta su bili više nego zadovoljavajući što je na kraju doprinelo i rođenju ideje o osnivanju prvog muzeja bicikala u našoj zemlji. U martu mesecu 2020. godine osnovano je udruženje „Muzej bicikala i pop kulture „20 Cola” čija je svrha očuvanje najomiljenijih bicikala, tehnološkog nasleđa i popularne kulture sa teritorije stare SFR Jugoslavije u poslednjih 60 godina. Eksponati ovog muzeja, pored najpoznatijih modela bicikala kao što su Pony bicikl kompanije ROG, čuveni Trobrzinac fabrike bicikala Partizan i mnogih drugih omiljenih modela, su i kolekcije starih konzola video igara i igračaka, muzičkih uređaja i ostalih memorabilija.

## Samostalne izložbe
- 2006. Izložba airbrush radova, Bg Car Show, Beograd
- 2007. Dobroselica: selo koje izumire – izložba reportažne  fotografije, Galerija Narodne biblioteke „Vuk Karadžić”, Kragujevac
- 2008. Reforma, izložba fotografija. Moderna galerija Narodnog muzeja Kragujevac
- 2008. Dobroselica – Selo koje nestaje, izložba reportažne  fotografije galerija OZON, Beograd[10]
- 2008. Novo lice muzeja, izložba novog vizuelnog identiteta N. M. Zaječar, velika galerija N.M. Zaječar
- 2009. Kgalaxia, izložba fotografija, Galerija Narodnog muzeja Kragujevac
- 2010. Izložba radova iz oblasti graf. dizajna, Galerija Narodnog muzeja Vranje
- 2010. Izložba reportažne fotografije, Galerija Kulturnog centra Grocka
- 2010. Izložba reportažne fotografije, Gradska galerija Kulturnog Užice
- 2010. Izložba fotografija, Galerija Kulturnog centra Trstenik
- 2011. Razumeš li me?-izložba konceptualne fotografije, Galerija Doma Omladine, Kragujevac
- 2011. , izložba  fotografija, 77 Vukov sabor, galerija kulturnog centra Loznica
- 2011. Dobroselica: selo koje izumire – izložba reportažne  fotografije, Kulturni centar Pančevo
- 2012. Dobroselica: selo koje izumire – izložba reportažne  fotografije, galerija Kulturnog centra Rakovica
- 2012. Bibin Tavan – izložba fotografija dobijenih starim fotografskom tehnikama, Moderna galerija Narodnog muzeja Kragujevac
- 2012. Razumeš li me? - izložba konceptualne fotografije, galerija Kulturnog centra „Laza Kostić”, Sombor
- 2012. Bibin Tavan – izložba fotografija dobijenih starim fotografskom tehnikama, „Vladislav Maržik”, Kraljevo
- 2012. , izložba  fotografija, Galerija SUPERMARKET concept store, Beograd
- 2013. Bibin Tavan - izložba konceptualne fotografije, Galerija Singidunum, ULUPUDS, Beograd,
- 2016. Fantazija - izložba sinematik fotografije, Galerija Doma Omladine, Beograd,
- 2017. Slovenski Krug – Belgrade Photo Month, Beograd
- 2018. Slovenski Krug – Galerija „Mostovi Balkana”, Kragujevac
- 2018. „Ringišpili u magli” Izložba dokumentarne fotografije, Arezzo Bijenale fotografije, Arezzo, Italija
- 2019. „20 Cola – Ljubav do bola” – Moderna galerija Narodnog Muzeja Kragujevac, Kragujevac
- 2019. Slovenski Krug – Artfarming festival, Nagoya, Japan
- 2019. Slovenski Krug – Aichi triennale, Kyoto Museum of Photography, Kyoto, Japan
- 2019. Putevima pravoslavlja – Kripta Hrama Svetog Save, Beograd
- 2019. Slovenski Krug – Galerija „Atrijum” Biblioteka[11] grada Beograda, Beograd
- 2020. Slovenski Krug – Galerija Kulturnog centra Kovin, Kovin

## Kolektivne izložbe (izbor)
- 2003. Prva izložba grafike FILUM-a, SKC
- 2004. Druga izložba grafike FILUM-a, SKC
- 2004. Izložba slika vojske SCG, Topčider Beograd
- 2006. Kalendar – Kaligrafija, Rektorat Kragujevac
- 2006. Akt - crteži, SKC
- 2006. Izložba FILUM-a, Dom kulture Čačak
- 2006. Izložba FILUM-a, Bzdgoszcz, Poljska
- 2007. Sterijino Pozorje, izložba pozorišnog plakata, Novi Sad
- 2007. Experiment – Izložba fotografija časopisa REFOTO
- 2007. Akt – Izložba B&W fotografije, FILUM
- 2008. Praksa na delu – Izložba fotografija časopisa REFOTO , Beograd
- 2008. Izložba ULUPUDS-a, predstavljanje novih članova
- 2009. ,
- 2009. Praksa na delu – Izložba fotografija časopisa REFOTO, Beograd
- 2010. Izložba fotografija, Dom Omladine Beograd
- 2010. Izložba fotografija ULUPUDS udruženja, Kalemegdansko šetalište, Beograd
- 2010. , Madrid, Španija
- 2010. , Brisel, Belgija
- 2010. Grifon Osmi 2010.
- 2010. , CIWEM, London
- 2010. Godišnja izložba fotokluba „APOLO” 2010, Life, velika galerija narodne biblioteke „Vuk Karadžić” Kragujevac
- 2010.
- 2010. Praksa na delu „Široko” – Izložba fotografija časopisa REFOTO, Beograd
- 2010. Međunarodna izložba fotografija– „Čovek i rad”, Bor
- 2010. Velika humanitarna izložba fotokluba „APOLO” 2010, Kragujevac
- 2011.
- 2011. Godišnja izložba fotokluba „APOLO” 2011, Portret, velika galerija narodne biblioteke „Vuk Karadžić” Kragujevac
- 2011. Velika izložba srpskih fotografa „Beautiful Serbia”, Kragujevac
- 2011. Međunarodna izložba fotografija „Child 2011”, Zaječar
- 2011.
- 2011.
- 2012. HIPA International Photography Awards, Internacionalna izložba fotografija, DUBAI
- 2012. Foto Savez Srbije, izložba najboljih autora za 2011. godinu, Galerija 73, Beograd
- 2012. Godišnja izložba fotokluba „APOLO” 2012, Tri, velika galerija Knjaževsko Serpskog Teatra „JoakimVujić”, Kragujevac
- 2012. Međunarodna izložba ERA Gallery,SAD
- 2013.
- 2013.
- 2013. Fotografija godine BiH, međunarodna izložba fotografija, Sarajevo
- 2013.
- 2013. Međunarodni salon DOBOJ, Doboj Republika Srpska, BiH
- 2013. Živeti sa drugima, Galerija Knjaževsko Srpskog teatra, Kragujevac
- 2013. Narodna nošnja i nakit kroz objektiv, Narodni muzej Niš, Niš
- 2014. Godišnja izložba fotokluba „APOLO” 2014, Pripovedač, atrijum PLAZA centra
- 2014.  2014 – Smolensk, Rusija
- 2014.
- 2014.
- 2014.
- 2014.
- 2015. Godišnja izložba fotokluba „APOLO” 2015, NORMALCI, Narodna biblioteka „Vuk Karadžić” Kragujevac
- 2016.

## Nagrade i priznanja
- 2008. Prva nagrada za Najbolju Digitalnu Fotografiju časopisa
- 2009. Druga nagrada na heraldičkom konkursu za Grb Grada Zaječara
- 2009.  nagrada za najbolju fotografiju na konkursu „Srbija na WINDOWS 7”
- 2009. Izbor u 300 najboljih fotografija 2008. godine po izboru ,
- 2010. Specijalna nagrada za najbolji stoni kalendar godine „KGalaksija”, 14. izložba kalendara Novi Sad
- 2010. Nagrada „Svetosavski venac”, priznanje za prosvetni rad
- 2010. Izbor u 300 najboljih fotografija 2009. godine po izboru ,
- 2011.
- 2011. Srebrna medalja salona, međunarodna izložba fotografija „Child 2011”, Zaječar
- 2011.
- 2011. Nagrada za Najbolju fotografiju časopisa
- 2011.  - Prva nagrada za fotografiju „Osmeh”[12]
- 2012.
- 2012. : Pobednička fotografija
- 2012. Najbolja fotografija po izboru redakcije
- 2012.  Najbolja fotografija po izboru , SAD
- 2013.
- 2013.
- 2013. Fotografija godine BiH, prva nagrada u kategoriji „GRAD”,
- 2013.
- 2013. Naslovna strana novembarskog izdanja
- 2013. Međunarodni salon  fotografije DOBOJ, Republika Srpska (BiH) - ISF Diploma „Scarface“
- 2014. , druga nagrada za fotografiju „Ringispil u magli”
- 2014.  Portret ,druga nagrada, London 2014
- 2014. , pohvala, London 2014
- 2014. , international photography exhibition, pohvala
- 2016.
- 2017. „Staroslovenska Mitologija: Zaboravljena magija verovanja” - Izbor za najbolju priču za Jul mesec 2017. među 40 internacionalnih izdanja časopisa
- 2019. 64. Sajam Knjiga Beograd - „Slovenski Krug: Zaboravljena magija verovanja” Nagrada ULUPUDS-a za najbolju fotomonografiju 64. Sajma knjiga 2019.
- 2020. 8. Dani Kragujevačke Knjige - „Slovenski Krug: Zaboravljena magija verovanja” Nagrada za knjigu godine u okviru kragujevačkog izdavaštva za 2019. godinu.

## Spoljašnje veze
- Internet prezentacija
- „INTERVIEW: MARKO STAMATOVIC”. ITSLIQUID. Архивирано из оригинала 28. 11. 2020. г. Приступљено 3. 12. 2020.(језик: енглески)